# Liste der Mühlen an der Fränkischen Rezat
Trotz des geringen Gefälles (110 Höhenmeter auf 79 Flusskilometer) wurden in der Vergangenheit bis zu 30 Mühlen an der Fränkischen Rezat errichtet. Davon sind heute nur noch zwei als Getreidemühlen in Betrieb, nämlich die in Steinbach und die in Schlauersbach.

Die Lage der Mühlen entlang des Flusses wird durch einen Klick auf OSM angezeigt: 
| Mühle                                                                     | Ort                                                                       | Höhe (m) | Mühlenbetrieb bis                   | Aktuelle Nutzung                                      | Bild |
| ------------------------------------------------------------------------- | ------------------------------------------------------------------------- | -------- | ----------------------------------- | ----------------------------------------------------- | --- |
| Ursprung der Fränkischen Rezat bei Marktbergel                            | Ursprung der Fränkischen Rezat bei Marktbergel                            | 452      |                                     |                                                       | |
| Lerchenbergsmühle                                                         | Oberdachstetten                                                           | 433      | 1988                                | Landwirtschaft, Mietswohnungen                        | |
| Rohrmühle                                                                 | Flachslanden – Rosenbach                                                  | 415      | 1880 Umstellung auf Dampfbetrieb    | Mahl- und Sägemühle                                   | Bild gesucht Die Wikipedia wünscht sich an dieser Stelle ein Bild vom hier behandelten Ort. Weitere Infos zum Motiv findest du vielleicht auf der Diskussionsseite . Falls du dabei helfen möchtest, erklärt die Anleitung , wie das geht. BW |
| Kohlmühle                                                                 | Lehrberg                                                                  | 410      | 1962                                |                                                       | Bild gesucht Die Wikipedia wünscht sich an dieser Stelle ein Bild vom hier behandelten Ort. Weitere Infos zum Motiv findest du vielleicht auf der Diskussionsseite . Falls du dabei helfen möchtest, erklärt die Anleitung , wie das geht. BW |
| Dorfmühle                                                                 | Lehrberg                                                                  | 409      | 1884 Umstellung auf Turbinenbetrieb | Hotel                                                 | |
| Schmalenbacher Mühle                                                      | Lehrberg-Schmalenbach                                                     | 406      | 1960                                | Wohngebäude                                           | |
| Wasserzeller Mühle                                                        | Ansbach-Wasserzell                                                        | 403      | 1977                                | Wohngebäude                                           | |
| Voggenmühle                                                               | Ansbach                                                                   | 402      | 1956                                | altengerechte Wohnungen                               | |
| Aktienmühle                                                               | Ansbach                                                                   | 402      | 1890                                | Wohngebäude                                           | |
| Weidenmühle                                                               | Ansbach-Eyb                                                               | 400      | 1837                                | Verwaltungsgebäude                                    | Bild gesucht Die Wikipedia wünscht sich an dieser Stelle ein Bild vom hier behandelten Ort. Weitere Infos zum Motiv findest du vielleicht auf der Diskussionsseite . Falls du dabei helfen möchtest, erklärt die Anleitung , wie das geht. BW |
| Aumühle                                                                   | Ansbach-Eyb                                                               | 396      | 1961                                | seit 1989 im Fränkischen Freilandmuseum Bad Windsheim | |
| Steinbacher Mühle                                                         | Sachsen bei Ansbach – Alberndorf                                          | 395      | noch in Betrieb                     | Getreidemühle                                         | |
| Rutzendorfer Mühle                                                        | Sachsen bei Ansbach – Volkersdorf                                         | 392      | 1984                                |                                                       | |
| Lichtenauer Mühle                                                         | Lichtenau                                                                 | 390      | Ende der 1960er Jahre               |                                                       | Bild gesucht Die Wikipedia wünscht sich an dieser Stelle ein Bild vom hier behandelten Ort. Weitere Infos zum Motiv findest du vielleicht auf der Diskussionsseite . Falls du dabei helfen möchtest, erklärt die Anleitung , wie das geht. BW |
| Immeldorfer Mühle                                                         | Lichtenau-Immeldorf                                                       | 386      | 1958                                | Wohngebäude                                           | |
| Schlauersbacher Mühle                                                     | Lichtenau-Schlauersbach                                                   | 384      | noch in Betrieb                     | Getreidemühle                                         | |
| Bechhöfer Mühle                                                           | Neuendettelsau-Bechhofen                                                  | 381      | 1972                                | Wohngebäude                                           | Bild gesucht Die Wikipedia wünscht sich an dieser Stelle ein Bild vom hier behandelten Ort. Weitere Infos zum Motiv findest du vielleicht auf der Diskussionsseite . Falls du dabei helfen möchtest, erklärt die Anleitung , wie das geht. BW |
| Mühle Neuses                                                              | Windsbach-Neuses                                                          | 379      | unbekannt                           | Wohngebäude                                           | Bild gesucht Die Wikipedia wünscht sich an dieser Stelle ein Bild vom hier behandelten Ort. Weitere Infos zum Motiv findest du vielleicht auf der Diskussionsseite . Falls du dabei helfen möchtest, erklärt die Anleitung , wie das geht. BW |
| Stadtmühle Windsbach                                                      | Windsbach                                                                 | 378      | 1972                                | Wohngebäude                                           | Bild gesucht Die Wikipedia wünscht sich an dieser Stelle ein Bild vom hier behandelten Ort. Weitere Infos zum Motiv findest du vielleicht auf der Diskussionsseite . Falls du dabei helfen möchtest, erklärt die Anleitung , wie das geht. BW |
| Untereschenbacher Mühle                                                   | Windsbach-Untereschenbach                                                 | 373      | 1984                                | Wohngebäude                                           | Bild gesucht Die Wikipedia wünscht sich an dieser Stelle ein Bild vom hier behandelten Ort. Weitere Infos zum Motiv findest du vielleicht auf der Diskussionsseite . Falls du dabei helfen möchtest, erklärt die Anleitung , wie das geht. BW |
| Wassermungenauer Mühle                                                    | Abenberg-Wassermungenau                                                   | 369      | 1980                                | Landhandel                                            | Bild gesucht Die Wikipedia wünscht sich an dieser Stelle ein Bild vom hier behandelten Ort. Weitere Infos zum Motiv findest du vielleicht auf der Diskussionsseite . Falls du dabei helfen möchtest, erklärt die Anleitung , wie das geht. BW |
| Pflugsmühle                                                               | Abenberg-Beerbach                                                         | 366      | unbekannt                           | Bäckerei, Gastronomie                                 | |
| Stiegelmühle                                                              | Spalt-Wernfels                                                            | 364      | 1887                                | Landwirtschaft                                        | Bild gesucht Die Wikipedia wünscht sich an dieser Stelle ein Bild vom hier behandelten Ort. Weitere Infos zum Motiv findest du vielleicht auf der Diskussionsseite . Falls du dabei helfen möchtest, erklärt die Anleitung , wie das geht. BW |
| Trautenfurt                                                               | Spalt-Fünfbronn                                                           | 363      | 1892                                | Kupferfabrik                                          | Bild gesucht Die Wikipedia wünscht sich an dieser Stelle ein Bild vom hier behandelten Ort. Weitere Infos zum Motiv findest du vielleicht auf der Diskussionsseite . Falls du dabei helfen möchtest, erklärt die Anleitung , wie das geht. BW |
| Stadtmühle Spalt                                                          | Spalt                                                                     | 359      | 1961                                | Wohngebäude                                           | Bild gesucht Die Wikipedia wünscht sich an dieser Stelle ein Bild vom hier behandelten Ort. Weitere Infos zum Motiv findest du vielleicht auf der Diskussionsseite . Falls du dabei helfen möchtest, erklärt die Anleitung , wie das geht. BW |
| Egelmühle                                                                 | Spalt-Großweingarten                                                      | 357      | unbekannt                           | Wohngebäude, Hofanlage                                | |
| Mühle Wasserzell                                                          | Spalt-Großweingarten                                                      | 355      | 1895                                | Metallverarbeitung, Wohngebäude                       | Bild gesucht Die Wikipedia wünscht sich an dieser Stelle ein Bild vom hier behandelten Ort. Weitere Infos zum Motiv findest du vielleicht auf der Diskussionsseite . Falls du dabei helfen möchtest, erklärt die Anleitung , wie das geht. BW |
| Steinfurt                                                                 | Spalt-Großweingarten                                                      | 353      | unbekannt                           |                                                       | Bild gesucht Die Wikipedia wünscht sich an dieser Stelle ein Bild vom hier behandelten Ort. Weitere Infos zum Motiv findest du vielleicht auf der Diskussionsseite . Falls du dabei helfen möchtest, erklärt die Anleitung , wie das geht. BW |
| Hügelmühle                                                                | Spalt-Großweingarten                                                      | 352      | 1989                                | Sägemühle                                             | Bild gesucht Die Wikipedia wünscht sich an dieser Stelle ein Bild vom hier behandelten Ort. Weitere Infos zum Motiv findest du vielleicht auf der Diskussionsseite . Falls du dabei helfen möchtest, erklärt die Anleitung , wie das geht. BW |
| Sägemühle Georgensgmünd                                                   | Georgensgmünd                                                             | 344      | 1962 Turbine für Eigenverbrauch     | Sägewerk                                              | Bild gesucht Die Wikipedia wünscht sich an dieser Stelle ein Bild vom hier behandelten Ort. Weitere Infos zum Motiv findest du vielleicht auf der Diskussionsseite . Falls du dabei helfen möchtest, erklärt die Anleitung , wie das geht. BW |
| Untere Papiermühle                                                        | Georgensgmünd                                                             | 343      | 1966                                | Historisches Wasserrad                                | Bild gesucht Die Wikipedia wünscht sich an dieser Stelle ein Bild vom hier behandelten Ort. Weitere Infos zum Motiv findest du vielleicht auf der Diskussionsseite . Falls du dabei helfen möchtest, erklärt die Anleitung , wie das geht. BW |
| Zusammenfluss der Fränkischen mit der Schwäbischen Rezat in Georgensgmünd | Zusammenfluss der Fränkischen mit der Schwäbischen Rezat in Georgensgmünd | 342      |                                     |                                                       | |

### BayernAtlas („BA“)
Amtliche Online-Gewässerkarte mit passendem Ausschnitt und den hier benutzten Layern: Mühlen an der Fränkischen Rezat

Allgemeiner Einstieg ohne Voreinstellungen und Layer: BayernAtlas der Bayerischen Staatsregierung (Hinweise)
1. ↑  Lage und Höhe abgefragt auf dem Hintergrundlayer Amtliche Karte (Rechtsklick).

### Sonstige
1. 1 2  Rainer Heller: Mühlen an der Fränkischen Rezat ... von Oberdachstetten bis Georgensgmünd. nebst umfassender Darstellung aller Mühlen in der Marktgemeinde Lichtenau. Hrsg.: Rainer Heller. 1. Auflage. Ansbach 2013.